# Кольцо Моргота
«Кольцо́ Мо́ргота» (англ. Morgoth's Ring) — десятый том 12-томной «Истории Средиземья» Кристофера Толкина, в которой он анализирует неизданные рукописи своего отца, Дж. Р. Р. Толкина. Этот том, вместе с последующим одиннадцатым томом («Война Самоцветов») содержит детальные повествования и редакционные комментарии, относящиеся к космологии Толкина, которая впоследствии стала частью «Сильмариллиона». В этой книге упоминаются несколько персонажей, отсутствующих в других произведениях Толкина, включая Финдис и Иримэ, дочерей Финвэ.
Название тома происходит от одной из фраз, содержащейся в книге: «В отличие от Саурона, сконцентрировавшего свою силу в Едином Кольце, Моргот рассредоточил свою силу в самой материи Арды, таким образом, всё Средиземье стало Кольцом Моргота». Будучи изначальным бунтовщиком против Эру Илуватара, Моргот рассматривается как источник всего зла в Арде и в метафизическом смысле зло и работа воли Моргота являются одним и тем же.

## Содержание книги
«Кольцо Моргота» представляет исходные материалы и комментарии по следующим темам:
- Поздние правки «Сильмариллиона» 1951 года, показывающие серьёзные изменения и переосмысления, внесенные Толкином в его легенды.
- «Анналы Амана» — детальная хронология от сотворения мира до конца Первой Эпохи, включая объяснение исчисления времени в Годах Валар.
- «Законы и обычаи Эльдар» — несколько эссе и легенд об эльфах-эльдар, особенно касающиеся обычаев брака и дарования имён у эльфов, а также концепции Толкина о теле и душе.
- «Атрабет Финрод ах Андрет» — спор между двумя персонажами, эльфийским королём Финродом Фелагундом и Андрет, смертной женщиной из рода Беора, о метафизических различиях между эльфами и людьми.
- «Сказание Аданэль» — средиземская версия предания о первородном грехе. Включена в «Атрабет» как часть рассказа Андрет Финроду о прошлом людей.
- «Трансформация мифов» — несколько фрагментов о Морготе, Сауроне и происхождении орков. Эту секцию часто цитируют в дискуссиях о легендариуме Толкина; она представляет собой развившиеся со временем воззрения автора на некоторые центральные темы в его творчестве.

## Значение надписи на первой странице
На первой странице каждого тома «Истории Средиземья» можно видеть надпись рунами Феанора (Тенгвар — алфавит, придуманный Толкином для Высоких эльфов), написанную Кристофером Толкином и кратко объяснящую содержание книги. В «Кольце Моргота» надпись гласит: 

В этой книге приведены многие поздние труды Джона Рональда Руэла Толкина, касающиеся истории Древних Дней от Музыки Айнур до сокрытия Валинора; также многое говорится о солнце и луне; о бессмертных Эльдар и о смерти Атани; о происхождении орков и о злой власти Мелькора, Моргота, Чёрного Врага мира.